# Astra 2E
O Astra 2E (também conhecido por Eutelsat 28E) é um satélite de comunicação geoestacionário construído pela empresa EADS Astrium (que foi integrada à Airbus Defence and Space, após a reestruturação da Airbus em janeiro de 2014). Ele está localizado na posição orbital de 28 graus de longitude leste e é operado pela SES. O satélite foi baseado na plataforma Eurostar-3000 e sua vida útil estimada é de 15 anos.

## História
A SES S.A. e a Astrium anunciaram em dezembro de 2009 que encomendou quatro satélites multimissão da Astrium para fornecer reposição, bem como capacidade para incrementar suas divisões SES Astra e SES World Skies.
Os novos satélites, foram designados de Astra 2E, Astra 2F, Astra 2G e Astra 5B, os satélites existentes foram colocados em duas posições orbitais (28,2 e 31,5 graus leste) para adicionar nova capacidade, bem como flexibilidade de implantação de frota para o grupo SES para os próximos anos. Os satélites foram programados para serem lançados em várias etapas entre 2012 e 2014. A vida útil de cada satélite é de 15 anos. Em junho de 2015, a Eutelsat transferiu os canais do satélite Eutelsat 28A para suas capacidades alugadas nos satélites Astra 2E, Astra 2F e Astra 2G sob as designações de Eutelsat 28E, 28F e 28G.
O satélite foi construído com base na plataforma de satélite Eurostar-3000. Assim como os satélites Astra 2F e Astra 2G, o Astra 2E vai oferecer transmissão da próxima geração, VSAT e serviços de banda larga para a Europa e África, e leva cargas úteis de banda Ku e Ka a partir da localização orbital de 28,2 graus de longitude leste.

## Lançamento
O satélite foi lançado com sucesso ao espaço no dia 29 de setembro de 2013, às 21:38 UTC, por meio de um veiculo Proton-M/Briz-M, que foi lançado a partir do Cosmódromo de Baikonur no Cazaquistão. Ele tinha uma massa de lançamento de 6.020 kg.

## Atraso do lançamento
O lançamento do Astra 2E foi destinado a ser realizado por um foguete ILS Proton-M em 21 de julho de 2013, mas o lançamento anterior deste tipo de foguete em 02 de julho de 2013 levando três satélites de navegação russo do sistema GLONASS terminou com o foguete explodindo 16 segundos após o seu lançamento. O veiculo desviou-se da trajetória programada, vindo a colidir com o solo da própria base de lançamento. A investigação concluiu que a explosão se deveu a um erro na instalação de três girômetros. Foi o último acidente de uma série de fracassos no programa espacial russo. O acidente não causou vítimas, mas um prejuízo inicialmente estimado em US$ 200 milhões. A explosão desprendeu na atmosfera combustível altamente tóxico. O programa de lançamento de foguetes Proton foi temporariamente paralisado e só retornando as atividades de lançamento em setembro de 2013. O Astra 2E só foi lançado quase três meses depois da suspensão dos lançamentos.

## Capacidade e cobertura
O Astra 2E é equipado com 60 transponders em banda Ku e quatro em banda Ka para oferecer transmissão da próxima geração, VSAT e serviços de banda larga na Europa e África e melhorar e garantir sua oferta existente para os principais mercados Direct-to-Home (DTH) no Reino Unido e Irlanda.